# Лозанна-Шодрон
Лозанна-Шодрон (також просто Шодрон) (фр. Gare de Lausanne-Chauderon) — підземна залізнична станція приміського електропотяга LEB у місті Лозанна, кантон Во, Швейцарія. Розташована у районі однойменної площі.
Будівництво станції наземного типу проходило в 1872—1873 роках. Уже тоді передбачалося, що кінцевою станцією лінії стане Флон, однак планам судилося збутися тільки у 2000 році. Електрифікована в 1935 році. З 1995 року станція повністю розташовується під землею.
Станція знаходиться між кінцевою станцією Лозанна-Флон і зупинним пунктом Монтетан. Від станції за традицією починається кілометражний відлік залізничної лінії Лозанна — Берше.